# Canuza acmias
Canuza acmias är en fjärilsart som beskrevs av Edward Meyrick 1897. Canuza acmias ingår i släktet Canuza och familjen Crambidae. Inga underarter finns listade i Catalogue of Life.